# Andreas Beck
Andreas Beck (sinh ngày 13 tháng 3 năm 1987 ở Kemerovo) là một cầu thủ bóng đá Đức hiện đang là hậu vệ của TSG 1899 Hoffeinhem.